# بلدة آدامز (مقاطعة منرو)
بلدة آدامز هي واحدة من ثمانية عشر بلدة في مقاطعة مونرو، أوهايو، الولايات المتحدة. كان عدد السكان 625 في تعداد 2010.

## الاسم والتاريخ
هي واحدة من عشر ضواحي آدمز على مستوى الولاية.

## روابط خارجية
- موقع المقاطعة